# Clairefontaine-en-Yvelines
Clairefontaine-en-Yvelines és un municipi francès, situat al departament d'Yvelines i a la regió de Illa de França. L'any 2007 tenia 787 habitants.
Forma part del cantó de Rambouillet, del districte de Rambouillet i de la Comunitat d'aglomeració Rambouillet Territoires.

## Demografia

### Població
El 2007 la població de fet de Clairefontaine-en-Yvelines era de 787 persones. Hi havia 259 famílies, de les quals 52 eren unipersonals (20 homes vivint sols i 32 dones vivint soles), 68 parelles sense fills, 123 parelles amb fills i 16 famílies monoparentals amb fills.
La població ha evolucionat segons el següent gràfic:
Habitants censats

### Habitatges
El 2007 hi havia 335 habitatges, 257 eren l'habitatge principal de la família, 57 eren segones residències i 21 estaven desocupats. 311 eren cases i 24 eren apartaments. Dels 257 habitatges principals, 181 estaven ocupats pels seus propietaris, 57 estaven llogats i ocupats pels llogaters i 19 estaven cedits a títol gratuït; 2 tenien una cambra, 16 en tenien dues, 23 en tenien tres, 47 en tenien quatre i 169 en tenien cinc o més. 216 habitatges disposaven pel capbaix d'una plaça de pàrquing. A 83 habitatges hi havia un automòbil i a 167 n'hi havia dos o més.

### Piràmide de població
La piràmide de població per edats i sexe el 2009 era:
| Homes | Edats   | Dones |
| ----- | ------- | ----- |
| 0     | 95 o +  | 12    |
| 0     | 90 a 94 | 24    |
| 4     | 85 a 89 | 12    |
| 4     | 80 a 84 | 12    |
| 4     | 75 a 79 | 16    |
| 4     | 70 a 74 | 12    |
| 20    | 65 a 69 | 8     |
| 12    | 60 a 64 | 12    |
| 12    | 55 a 59 | 20    |
| 44    | 50 a 54 | 32    |
| 32    | 45 a 49 | 32    |
| 28    | 40 a 44 | 36    |
| 44    | 35 a 39 | 32    |
| 20    | 30 a 34 | 28    |
| 20    | 25 a 29 | 8     |
| 12    | 20 a 24 | 12    |
| 32    | 15 a 19 | 28    |
| 28    | 10 a 14 | 24    |
| 24    | 5 a 9   | 48    |
| 20    | 0 a 4   | 24    |

## Economia
El 2007 la població en edat de treballar era de 495 persones, 352 eren actives i 143 eren inactives. De les 352 persones actives 331 estaven ocupades (187 homes i 144 dones) i 21 estaven aturades (9 homes i 12 dones). De les 143 persones inactives 31 estaven jubilades, 65 estaven estudiant i 47 estaven classificades com a «altres inactius».

### Ingressos
El 2009 a Clairefontaine-en-Yvelines hi havia 259 unitats fiscals que integraven 722 persones, la mediana anual d'ingressos fiscals per persona era de 33.585,5 €.

### Activitats econòmiques
Dels 42 establiments que hi havia el 2007, 1 era d'una empresa de fabricació d'altres productes industrials, 3 d'empreses de construcció, 7 d'empreses de comerç i reparació d'automòbils, 9 d'empreses d'hostatgeria i restauració, 4 d'empreses d'informació i comunicació, 3 d'empreses immobiliàries, 11 d'empreses de serveis i 4 d'entitats de l'administració pública.
Dels 6 establiments de servei als particulars que hi havia el 2009, 1 era una fusteria, 1 electricista, 3 restaurants i 1 agència immobiliària.
Dels 2 establiments comercials que hi havia el 2009, 1 era una botiga de roba i 1 una perfumeria.

## Equipaments sanitaris i escolars
El 2009 hi havia una escola elemental. Clairefontaine-en-Yvelines disposava d'un iceu d'ensenyament general

## Poblacions més properes
El següent diagrama mostra les poblacions més properes.